# Мурылёв, Александр Владимирович
Алекса́ндр Влади́мирович Мурылёв (род. 31 марта 1971, Москва, РСФСР, СССР) — российский преступник, бывший журналист, один из первых в стране «чёрных риелторов», совершивший в 1993—1994 годах серию убийств одиноких людей с целью завладения их квартирами.

## Биография

### Детство и юность
Александр Мурылёв родился 31 марта 1971 года в семье офицера Советской армии. До достижения совершеннолетия проживал с семьёй в Германской Демократической Республике, где его отец занимал высокую должность в штабе контрразведки Западной группы войск.
Вернувшись в СССР, Мурылёв поступил в медицинское училище. Окончив его, ушёл в армию, служил фельдшером в военном госпитале. После демобилизации Мурылёв попытался поступить на журналистский факультет Московского государственного университета, но не прошёл по конкурсу. После этого он устроился работать внештатным корреспондентом в ряде московских печатных изданий. Однажды задание, данное ему в редакции, привело Мурылёва в одно из столичных казино, после чего молодой человек «заболел» игроманией. Он стал проводить в игорных заведениях всё свободное время, а однажды проиграл взятую в долг очень крупную сумму. После этого Мурылёв и начал совершать преступления.

### Убийства
Мурылёв достаточно хорошо разбирался в вопросах приватизации и продажи жилья, чему немало способствовала его журналистская деятельность. Так, в одной из газет незадолго до этого была опубликована статья Мурылёва «Малой приватизации — большое плавание. А большой?», в которой поднимался вопрос о проблемах приватизации недвижимости в Москве. Мурылёв знал, что законодательство принималось в спешке, и для продажи чужой квартиры достаточно лишь одного документа — доверенности на право распоряжения ею.
Мурылёв тщательно исследовал места, где собирались маргинальные личности, в частности, одинокие алкоголики. Он угощал своих жертв спиртным, а убедившись, что у них нет близких родственников, предлагал продать или разменять с доплатой их квартиры. Услышав огромные для них суммы, те соглашались и оформляли на Мурылёва доверенности. После этого Мурылёв убивал их, причём всегда применял разные способы. Он всегда проверял у жертв пульс, пока не убеждался, что тот уже не прослушивался.
Первое убийство он совершил в июле 1993 года, застрелив сначала арбалетом, а затем подводным гарпуном одинокого владельца квартиры Петра Железцова. Тело последнего Мурылёв выбросил в Москву-реку у Ростовской набережной, где 30 июля оно было обнаружено. Тело так и не было опознано и было кремировано как неопознанное, однако спустя год брат Железцова по сохранившимся в деле наручным часам Железцова опознал труп.
В том же июле 1993 года Мурылёв совершил ещё три убийства. Убийство Владимира Трошина и его сожительницы Винокуровой было совершено им на квартире Трошина в доме на проспекте 60-летия Октября, затем Мурылёв завернул тела в одеяло, вызвал такси, уехал в другой район города и сбросил тела в канализационный люк. Тела были обнаружены лишь год спустя, и то лишь благодаря показаниям самого Мурылёва. Следующее убийство, гражданина Сидорова, Мурылёв также совершил в его собственной квартире в конце июля, убив его кухонным топориком.
В августе 1993 года Мурылёв попытался уговорить некоего Александра Ершова оформить на него доверенность на продажу квартиры. Ершов отказался, а затем обратился в милицию. Через неделю Мурылёв убил Ершова, вывезя его за город и застрелив из пистолета ТТ.
Спустя полгода, в марте 1994 года Мурылёв задушил мать и дочь Петуховых, страдавших алкоголизмом. Петухову-старшую он задушил верёвкой, её дочери Мурылёв перекрыл сонную артерию. Тела жертв он сбросил в канализационный люк, где вскоре они были обнаружены. На следующий день Мурылёв привёз к тому же люку Александра Буланенкова, находившегося в состоянии алкогольного опьянения, которого поставил на край люка. Буланенков потерял равновесие, свалился вниз и захлебнулся.

### Арест, следствие и суд
Весной 1994 года Мурылёв начал активно заниматься продажами квартир, для чего воспользовался услугами официальных риэлторских компаний. Во время осмотра квартиры был задержан агент одной из них, который назвал имя Мурылёва. Спустя два дня Мурылёв был арестован на Белорусском вокзале Москвы.
Мурылёв вскоре признался в совершении убийств восьми человек, на допросах в подробностях рассказал о ходе преступлений. На одном из допросов он заявил следователю, что он является «санитаром Ельцина», помогая ему очистить Россию от маргинальных элементов. Некоторые тела были обнаружены лишь после признания самого убийцы.
В 1996 году Московский городской суд приговорил Александра Мурылёва к смертной казни, однако приговор в связи с введением моратория на этот вид наказания был заменён на пожизненное лишение свободы, которое отбывает в колонии особого режима «Белый лебедь». Сообщник Мурылёва, нотариус Игорь Агарков, который заверял подложные доверенности, был приговорён к шести годам лишения свободы.
В заключении Мурылёв уверял журналистов, что он невиновен и является жертвой судебной ошибки:
Узнал я о нелегальной деятельности Исламского культурного центра в Москве, отправлявшего за ваххабитские деньги молодых мусульман в Саудовскую Аравию. Собрал на подпольщиков целое досье. Вот эти бандиты и повесили на меня восемь собственных убийств. Подставили под расстрельную статью, чтобы не мешал.
По состоянию на 2024 год был жив.

## В массовой культуре
- Документальный фильм «Дело Мурылёва. Смерть за квартиры» из цикла «Криминальная Россия» (1995)